# Dijon (Yves Jamait)
Pour les articles homonymes, voir Dijon (homonymie).
Clip vidéo
[vidéo] « Dijon - Yves Jamait », sur YouTube
Dijon est une chanson française, sur la ville de Dijon, de l'auteur-compositeur-interprète dijonnais Yves Jamait, enregistrée sur son album Le Coquelicot de 2006.

## Histoire
Yves Jamait rend hommage à sa ville de Dijon, de sa naissance, de son enfance, et des débuts de sa carrière d'artiste,, avec cette chanson, sur des airs entraînants de valse musette, à la fois joyeuse et nostalgique, accompagnée à la guitare, à l'accordéon, et à la vielle à roue médiévale :
« Je te salue, ma vieille Dijon, ô maîtresse burgonde. Je te salue, ma vieille Dijon. Et nulle part au monde,  je n’aurais voulu naître... »,.